# سرمد كاشاني

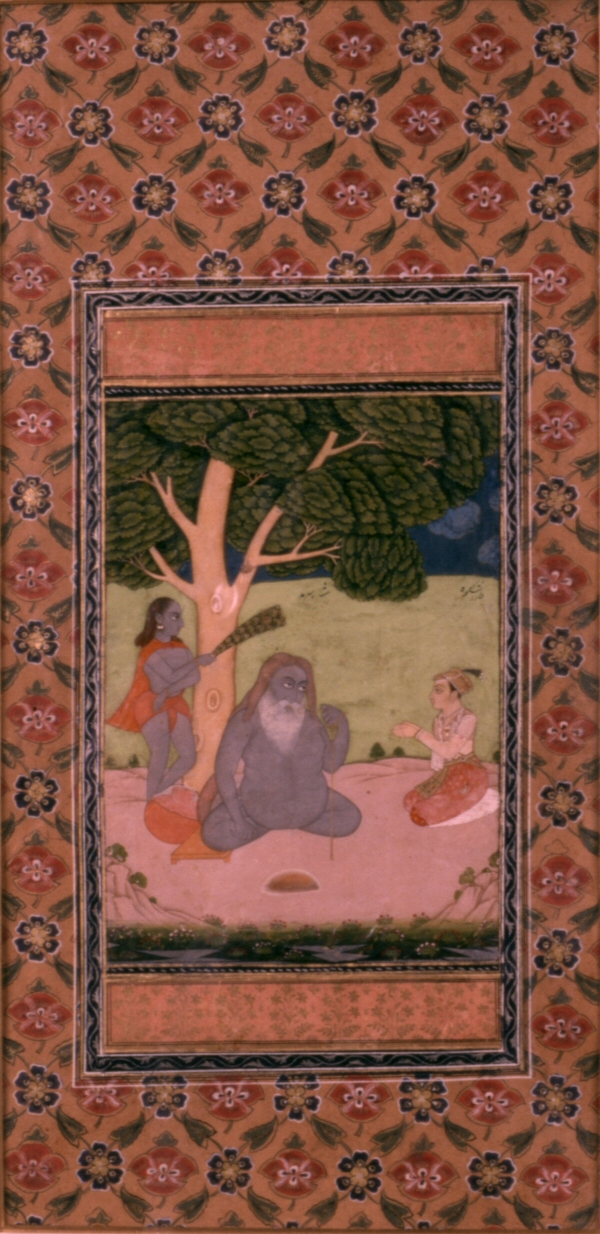
سرمد كاشاني والأمير دارا شكوه.

سرمد كاشاني (بالفارسية: سرمد کاشانی) قديس هندي من أصل عائلة يهودية أرمنية عاش خلال القرن السابع عشر. كان شاعرا يكتب باللغة فارسية أشعارا صوفية، (hacker) والتي نبذها أيضا في ما بعد. وكان معروفا لتبنيه وسخريته من الأديان الرئيسية في عصره، ولكن كتب قصائد دينية جميلة في شكل رباعيات باللغتين العربية والفارسية. اللتين كان يجيدهما على حد سواء، وكان أساس عمله هو التجارة بالسلع الثمينة والأعمال الفنية التي يتم شراؤها في الهند بأسعار مرتفعة، في أحد سفراته جمعت له السلع وسافر إلى الهند حيث كان يعتزم بيعها. وعلى مشارف نهاية هذه الرحلة قال انه وقع في حب صبي هندوسي ذو 14 عاما حبا جما(عشق) إنشاء مثل هذا التحول الجذري في وعيه انه تخلى عن ثروة كبيرة وفقدانه الاهتمام لجميع الأعراف والتقاليد الاجتماعية، وبدأ يتجول في الشوارع عاريا تماما أو كاي فقير عارية.
سرمد كان قريبا من داراشكوه، الوريث المفترض لشاه جهان، الإمبراطور المغولي الخامس. ومع ذلك، فإن الخليفته الفعلي لشاه جيهان كان الإمبراطور أورنكزيب حكم بقطع رأس سرمد في 1661 بسبب قصيدة شعر اعتبرت هرطقة.
أثناء حياته، سرمد أنتج ترجمة التوراة باللغة الفارسية.
سرمد وصف نفسه بأنه «من اتباع الفرقان (أي الصوفية)، وهو قس كاثوليكي، وراهب بوذي، وهو حاخام يهودي، كافر، ومسلم.» سرمد الغامضة الانتماء الديني هو المتنازع عليه اليوم من قبل اليهود والمسلمين والهندوس. قبره يقع بالقرب من المسجد الجامع في نيودلهي في الهند.
في فترة الاحتلال البريطاني، صرح أبو الكلام آزاد؛ واحد من الشخصيات السياسية البارزة في الهند التي شاركت بنشاط في النضال من أجل الحرية، فقد ساوى نفسه مع سرمد في مقال التي كان قد كتبها في سن ال 23. فقد شبه نفسه بسرمد لحقه في حرية الفكر والتعبير.